# Sulzbach-Rosenberg
Sulzbach-Rosenberg là một đô thị tại huyện Amberg-Sulzbach, bang Bayern nước Đức. Đô thị Sulzbach-Rosenberg có diện tích 53,19 km², dân số thời điểm ngày 31 tháng 12 năm 2006 là 20.254 người. Đô thị này tọa lạc khoảng 14 km về phía tây bắc Amberg, và 50 km về phía đông Nuremberg. Thị xã gồm hai phần: Sulzbach ở phía tây, và Rosenberg ở phía đông.